# Simon XX
Simon XX ou Mar Shimun XX Rouel, né en 1844 à Qotchanès et mort le 16/23 mars 1903 à Qotchanès, fut patriarche de l'Église apostolique assyrienne de l'Orient de 1860 à 1903.

## Biographie
Il est le fils de Benjamin Shimonaya (alias d’Mar Shimun) et il succède en 1860 ou 1861 à son oncle, Mar Abraham (Simon XIX Abraham) (v. 1820–1860/61), au siège du catholicos du « patriarcat des Montagnes » de l'Église de l'Orient (dite assyrienne).
Pendant les quarante années de son patriarcat, il règne comme autorité spirituelle, mais aussi séculière, sur son petit peuple, les chrétiens assyriens, composé essentiellement de paysans et d'éleveurs organisés selon un mode tribal dans les régions reculées et montagneuses de l'Est de l'Empire ottoman. Cependant les autorités ottomanes n'ont de cesse de limiter son influence et le tiennent sous leur coupe en lui distribuant des médailles (l'ordre de l'Osmaniyeh et l'ordre du Médjidié) et maigres honneurs. Son époque voit aussi apparaître l'arrivée plus importante de missionnaires qui renforcent les liens du Saint-Siège avec les Églises orientales, ainsi que des missionnaires protestants, tandis que les tensions avec les Kurdes se font de plus en plus grandes (elles avaient atteint un apogée avec les massacres de chrétiens dans les années 1860), surtout à Hakkari, les émirs kurdes accusant les chrétiens, qui sont qualifiés d'infidèles, de vouloir « occidentaliser » l'Anatolie orientale.
Il consacre en 1862 un prêtre de l'église catholique syro-malabare, évêque pour l'Église syrienne chaldéenne du nom d'Abdicho (Antoine) Thondanatta († 1900).
En 1903, il est enterré, comme ses six prédécesseurs, à l'église Mar Shalitha de Qotchanès. Tous ses successeurs seront désormais enterrés à l'étranger.
Celui qu'il avait désigné à l'origine comme successeur dans sa famille, l'évêque Abraham Shimonaya (1862-1915) tomba en disgrâce à partir de 1895 pour des raisons politiques et familiales, ce fut donc son neveu âgé de quinze ans, Benjamin Shimunaya qui fut désigné comme successeur et devint patriarche sous le nom de Simon XXI.